# تشيرشل يوليوس
تشيرشل يوليوس (بالإنجليزية: Churchill Julius)‏ هو قسيس نيوزيلندي، ولد في 15 أكتوبر 1847، وتوفي في 1 سبتمبر 1938.